# Galeries Lafayette Berlin

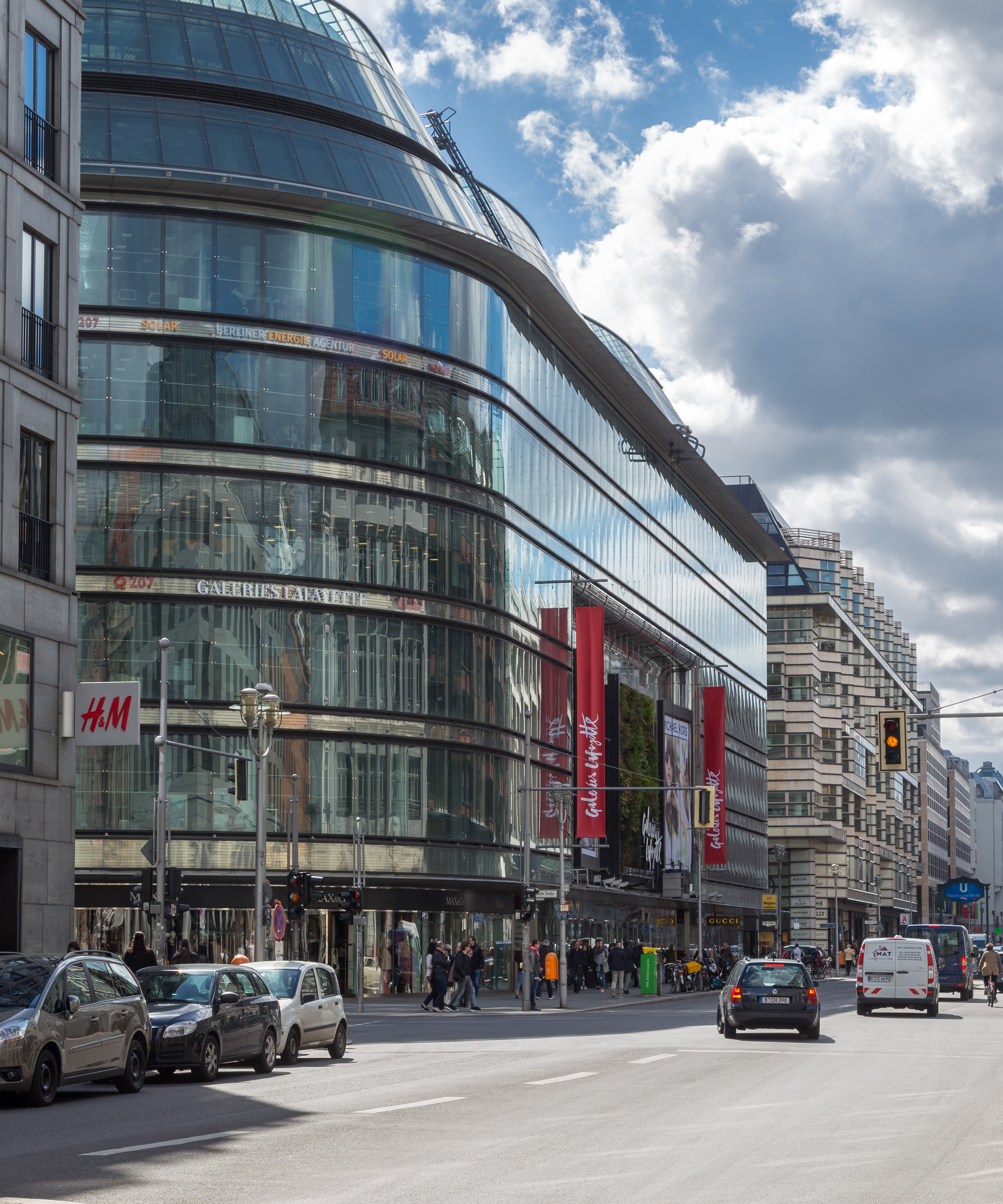
Galeries Lafayette Berlin

Die Galeries Lafayette Berlin war ein Warenhaus in der Friedrichstraße im Berliner Ortsteil Mitte. Das Gebäude des französischen Architekten Jean Nouvel wird auch Quartier 207 genannt. Das Warenhaus wurde von der französischen Warenhauskette Galeries Lafayette betrieben und gilt als einer der wichtigsten Bauten der 1990er Jahre in Berlin.
Am 4. Oktober 2023 wurde bekannt, dass das Mutterhaus in Paris die Filiale 2024 aufgibt. Letzter Öffnungstag war der 31. Juli 2024. Der Berliner Kultursenator Joe Chialo setzt sich dafür ein, dass die Zentral- und Landesbibliothek Berlin in das Haus einziehen soll.

## Geschichte

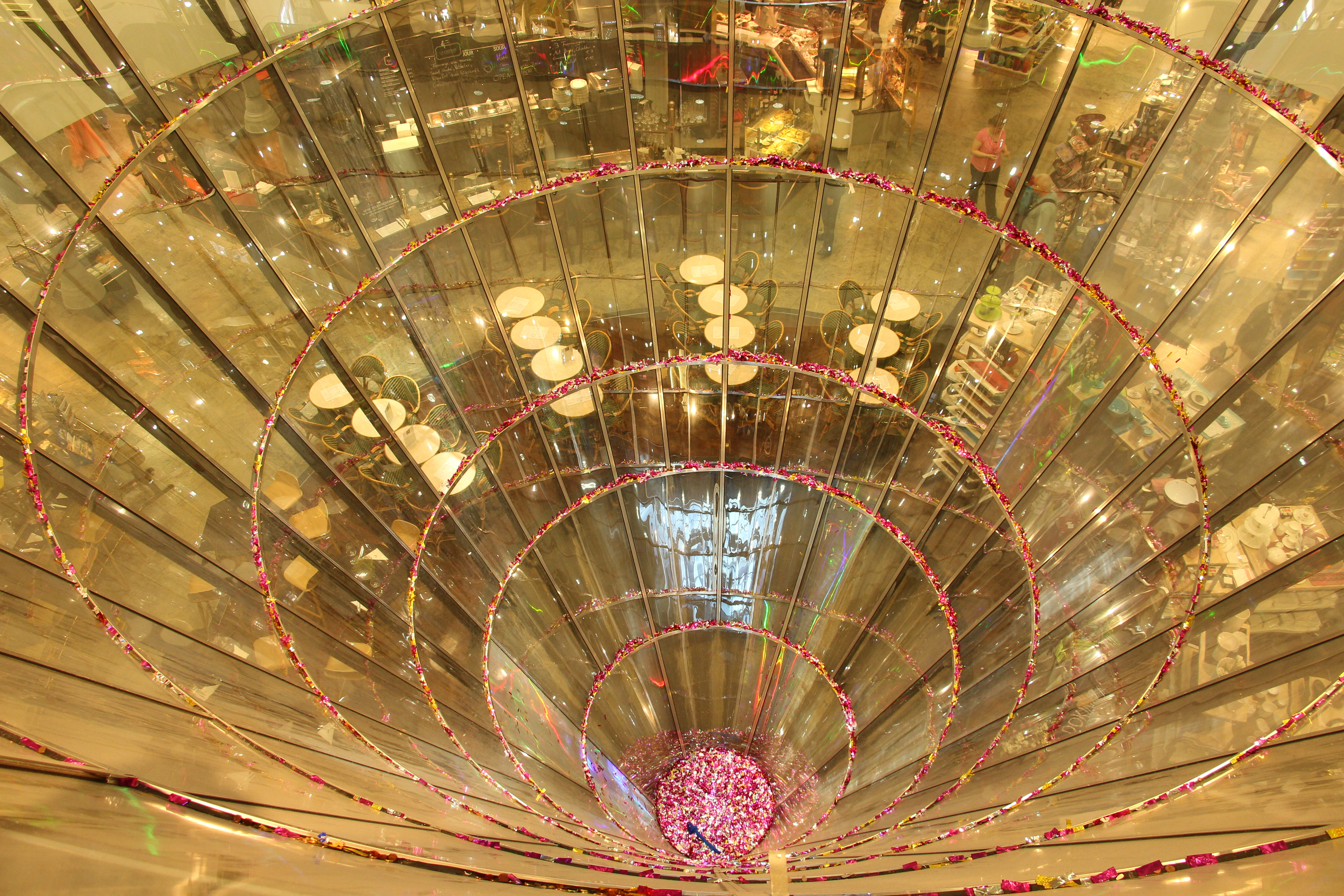
Gläserner Trichter im Inneren des Kaufhauses

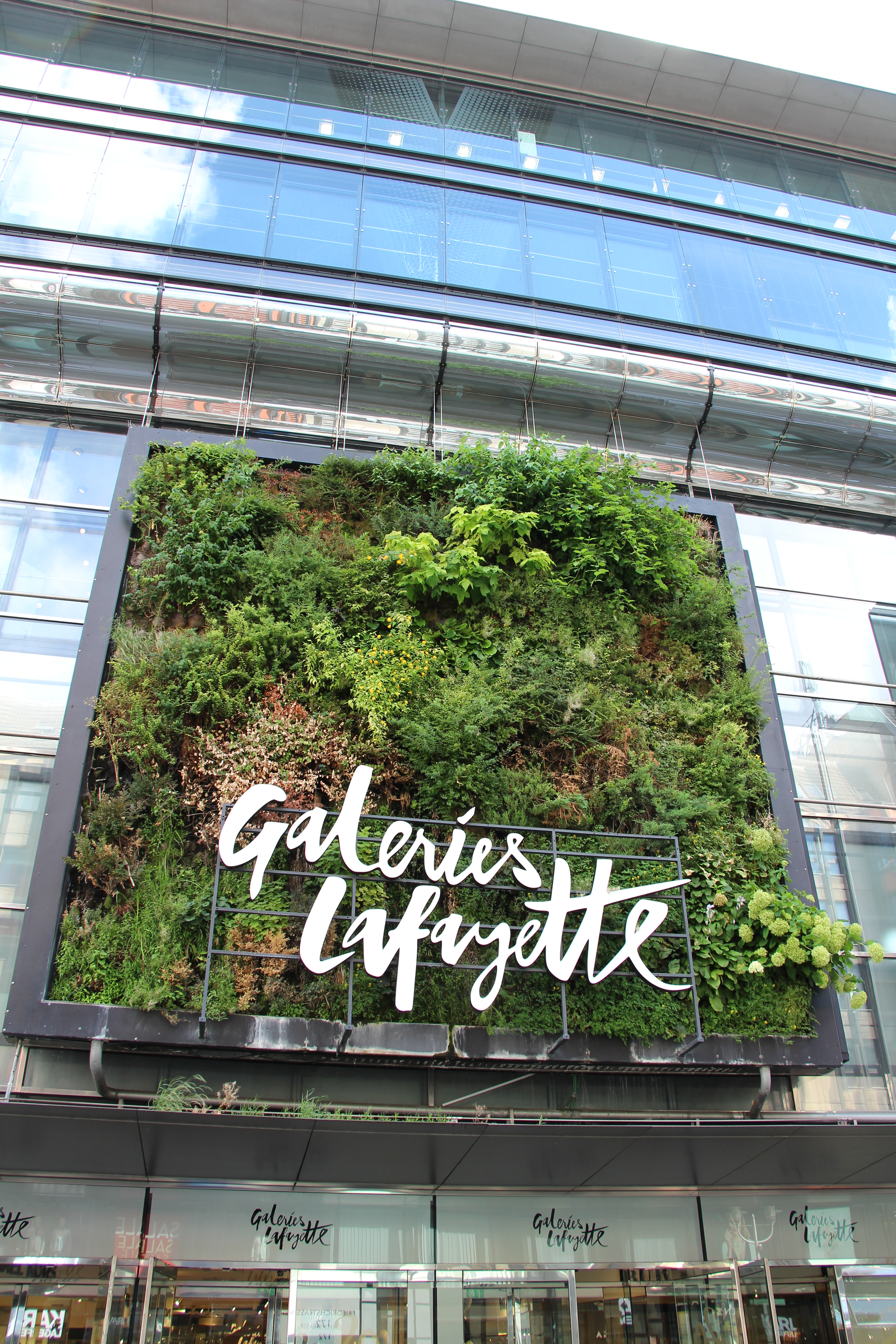
Vertikaler Garten am Eingang

Die Friedrichstraße war lange Zeit durch Kriegsschäden geprägt. In den 1980er Jahren hatte die DDR-Führung das Ziel, die Friedrichstraße in einen sozialistischen Prachtboulevard zu verwandeln. Die Aufbauleitung Sondervorhaben der Hauptstadt Berlin unter Führung von Erhardt Gißke wurde mit der Umsetzung beauftragt. 1980 war Gißke mit seinem Stab nach Paris gefahren und hatte die Bauten von Ricardo Bofill besichtigt. Diese Bauweise sollte als Vorbild für die Gestaltung der Friedrichstadt-Passagen gelten. Mit dem Fall der Mauer im Jahr 1989 wurden die Bauarbeiten nicht weiter fortgeführt. Die Treuhandanstalt teilte das Grundstück der Friedrichstadt-Passage in drei Teile auf. Auf den weiteren beiden Teilen der Friedrichstadt-Passagen wurden die Gebäude Quartier 205 und das Quartier 206 realisiert.
Im nördlichen Block der Friedrichstadt-Passagen, an der Ecke Französische Straße, wurden die Galeries Lafayette Berlin nach Plänen des französischen Architekten Jean Nouvel errichtet. An der Fassade wächst ein vertikaler Garten des Pariser Botanikers und Gartenkünstlers Patrick Blanc. Das Gebäude mit einer Glasfassade war möglich, da das Grundstück schon 1991 verkauft wurde und die Gestaltungsvorgaben von Hans Stimmann für Bauten in der Innenstadt Berlins noch nicht in Kraft getreten waren. So konnte der neben der Akademie der Künste am Pariser Platz einzige vollverglaste Neubau in der Berliner Innenstadt gebaut werden.
Am 29. Februar 1996 eröffneten die Galeries Lafayette als eines der ersten Unternehmen nach der deutschen Wiedervereinigung im ehemaligen Ostteil Berlins ein Warenhaus. 
Die Allianz Real Estate übernahm das Objekt 2012 von einer luxemburgischen Fondsgesellschaft. Im Jahr 2022 gelangten das Quartier 207 mit dem Kaufhaus sowie die Quartiere 205 und 206 in das Eigentum der US-Immobiliengruppe Tishman Speyer, die es für ihren Fonds European Real Estate Venture VIII (TSEV VIII) und weitere Co-Investoren nutzen will. Die neuen Besitzer planen eine umfassende Modernisierung der Gebäude. Berlins Kultursenator Joe Chialo (CDU) setzt sich dafür ein, dass die Zentral- und Landesbibliothek Berlin anstelle des bisher geplanten Um- und Ergänzungsbaus für die Amerika-Gedenkbibliothek am Blücherplatz in Berlin-Kreuzberg in das Warenhausgebäude und angrenzende Büros des Quartiers 207 umziehen soll. Die Idee ist jedoch wegen der auf 589 Millionen Euro geschätzten Kosten für Umzug und Umbau umstritten und bisher weder finanziert noch politisch beschlossen.

## Konzeption
Auf einer Verkaufsfläche von 8000 m² wurden in fünf Etagen Waren des gehobenen Bedarfs angeboten. Das Haus bot auf vier Etagen internationale Mode für Frauen, Männer und Kinder, Accessoires, Schuhe und ein Pflege-Spa nur für Herren.
Das im Untergeschoss gelegene Lafayette Gourmet war eine Feinschmecker-Abteilung, die vor allem französische Delikatessen zu bieten hatte. Außerdem gab es eine Abteilung für Tischkultur (arts de la table) und eine französische Buchhandlung. Ein weiteres Konzept war das LABOmode in der zweiten Etage in Kooperation mit der Modeschule ESMOD Berlin. Hier hatten junge Berliner und internationale Nachwuchsdesigner Gelegenheit, ihre Kreationen in unmittelbarer Nachbarschaft zu internationalen Designermarken zu präsentieren und zu verkaufen.
In den Galeries Lafayette fanden auch regelmäßig Veranstaltungen wie beispielsweise Modenschauen statt, meist für geladene Gäste, teilweise aber auch öffentlich.